# 近野莉菜
近野莉菜（日语：近野 莉菜，1993年4月23日—），是女子團體JKT48及AKB48的前成員。出身於東京都。參加研究生甄選合格而成為5期生。

## 人物
- 進入AKB48之前，曾與增山加彌乃（已畢業）一起唱過廣告主題曲。
- 與小原春香同一天在劇場公演初次登台，是5期生中最早在劇場公演的成員。在2009年3月26日昇格成為Team K一員。是5期生之中第1個昇格Team K的。
- 與Team A的藤江麗奈一起擔任母親牧場（日语：マザー牧場）2009年度的形象代言人。
- 2009年1月30日在Team A公演中，成為研究生史上第2個移籍經紀公司的成員（移籍到「伊藤有限公司」）。
- 2009年8月23日在『AKB104選拔成員組閣祭』演唱會的晚場公演中，公布將昇格成為Team B的成員。
- 與AKB48畢業生成瀨理沙以及Team B的中塚智實是同學。
- 舊體制的Team K成員中，唯一沒有入選過單曲選拔的成員。
- 常用的暱稱是「チカリナ」，不過藤江麗奈會叫她「チカ」。
- 興趣是照顧猴子、收集膏藥、觀察鼻子等。此外特技是跳爵士樂、女子饒舌歌曲的舞蹈、肩膀按摩等。
- 現在的自我介紹是「ミラクル・ミラクル・きっと来る！（奇蹟・奇蹟・一定會來的！）」。以前也有用過「現在還是毛毛蟲但是有一天想變成蝴蝶」、「AKB唯一的恐龍」等。（現在很多人用的中文暱稱就是「恐龍」）
- 有一個大2歲的哥哥及小3歲的妹妹。
- 2014年2月24日在『AKB48集團大組閣祭』宣佈移籍JKT48
- 2014年6月11日配屬至JKT48 Team KIII
- 2015年5月2日在『JKT48第二回單曲選拔總選舉』以10276票獲得第18名
- 2017年12月9日正式宣布將自AKB48集團畢業[1]

## 參加AKB48樂曲

### 單曲CD選抜曲
- 機會的順序

Under Girls名義
- 人的力量

Theater Girls名義
- 飛機雲
- 我的YELL

DIVA名義
- 能哭的地方
- 區域K

TeamB名義
- 愛的跳躍

## 參加JKT48樂曲

### 單曲CD選抜曲
- 心意告示牌

單曲選抜名義
- Lucky Seven

Team KIII名義
- 風正在吹

單曲選抜名義
- 永遠的壓力

Team KIII名義

## 組曲
向日葵组 2nd Stage「不要让梦想死去」公演
1. 記憶的兩難

※與小原春香一起擔任增田有華的替補
TeamA 4th Stage「正在戀愛中」復活公演
1. 純愛的漸強音

※峯岸みなみ的代役
TeamK 4th Stage「最终钟声鸣响」公演
※野呂佳代的全員曲代役
研究生「正在戀愛中」公演
1. 純愛的漸強音

TeamA 5th Stage「恋愛禁止条例」公演
1. 恋愛禁止条例

※高橋みなみ的代役
※板野友美的全員曲代役
TeamB 4th Stage「偶像的黎明」公演
1. 單戀對角線

※原・佐伯美香的代役
1. 残念少女

※渡邊麻友（仁藤萌乃休演時）的代役
研究生「偶像的黎明」公演
1. 残念少女

※與前田亞美一起擔任替補
1. 單戀對角線

※與小森美果一起擔任替補
TeamK 5th Stage「引体后空翻」公演
1. 愛之色

※大島優子的全員曲代役
THEATER G-ROSSO「不要让梦想死去」公演
1. 初次的果糖

※前田敦子・渡邊麻友・鈴木紫帆里的替補
TeamB 5th Stage「劇場的女神」公演
1. 男更衣室
2. 暴風雨之夜 ※

※宮崎美穗的Unit Under

## 演出

### 電視劇
- 馬路須加學園 最終話（2010年3月26日、東京電視台） - 飾演 馬路須加女学園學生
- 馬路須加學園2 第4話・最終話（2011年5月6日・7月1日、東京電視台） - 飾演 リナ
- ハンチョウ〜神南署安積班〜 シリーズ4 〜正義の代償〜 第7話（2011年5月23日、TBS） - 飾演 北村梨花

### 綜藝節目
- 週刊AKB（2009年8月14日 - 不定期出演、東京電視台）
- 熱血BO-SO TV（2010年4月10日・9月18日・10月2日・16日・11月27日・2011年1月8日・15日・4月9日・23日、千葉電視台）
- 有吉AKB共和国（2010年9月27日、TBS）
- AKB48神TVSeason5（2010年11月7日・14日、家庭劇場]]）
- AKBINGO!（2010年11月17日 - 不定期出演、日本電視台）
- 藤江れいな☆近野莉菜のまだまだこれからッ!（2011年2月3日 - 、エンタ!371）

### 廣播節目
- AKB48 明日までもうちょっと。（2009年5月11日・6月22日・7月6日・9月14日・2010年2月22日・6月18日、文化放送）

### 廣播劇
- 青春アドベンチャー「ゴー・ゴー！チキンズ　パート2」（2010年7月26日 - 8月6日、NHK-FM） - 飾演 ファン

### 音樂劇
- HYPER CRAZY FASHION MUSICAL（2010年3月20日、南青山曼陀羅）

### DVD
- Tropical Mermaid（2009年10月23日、グラッソ）
- 眼鏡的轉校生（2010年4月29日、グラッソ） - 飾演 友能ゆい

## 書籍

### 寫真集
- 藤江れいな・近野莉菜 2010年月曆（2009年10月、ハゴロモ）

## 外部連結
- JKT48官網個人介紹頁 （页面存档备份，存于）（日語）
- JKT48官網個人介紹頁 （页面存档备份，存于）（印尼文）
- 基本檔案（イトーカンパニー）
- 近野莉菜部落格（Ameba） （页面存档备份，存于）
- 近野莉菜部落格（GREE） （页面存档备份，存于）
- 近野莉菜的X（前Twitter）（日語）（印尼文）

1. ↑  . Modelpress (Net-native). 2017-12-09  [2017-12-10]. （原始内容存档于2017-12-10）.